# Wapen van Friuli-Venezia Giulia
Het wapen van Friuli-Venezia Giulia is het wapen van de Italiaanse regio Friuli-Venezia Giulia. Het toont een gouden adelaar die staat op een stenen voet. De adelaar heeft zijn bek open en zijn vleugels in de vliegstand, de achtergrond is wat donkerder blauw.
Het wapen lijkt veel op de vlag van Friuli-Venezia Giulia.

## Verschillen tussen vlag en wapen
De vlag en het wapen hebben veel gemeen van elkaar, alleen de kleuren en de vorm zijn anders. De vorm van de vlag is rechthoekig, zoals een normale vlag, de vorm van het wapen niet. De kleur van de achtergrond van het wapen is fel blauw, van het wapen wat donkerder blauw. Ook is de gouden kleur van de adelaar feller goud dan in het wapen, waar de kleur van het wapen wat vager goud is.

Vlag van Friuli-Venezia Giulia